# Arrenurus pollictus
Arrenurus pollictus är en kvalsterart som beskrevs av Marshall 1910. Arrenurus pollictus ingår i släktet Arrenurus och familjen Arrenuridae. Inga underarter finns listade i Catalogue of Life.